# Mutua Madrileña Masters Madrid 2009
Madrid Masters 2009 (також відомий під назвою Mutua Madrileña Madrid Open за назвою спонсора) - тенісний турнір, що проходив на відкритих кортах з ґрунтовим покриттям Park Manzanares у Мадриді (Іспанія). Відбувсь увосьме серед чоловіків і вперше серед жінок. Належав до категорії Мастерс у рамках Туру ATP 2009 і серії Premier Mandatory в рамках Туру WTA 2009. Тривав з 9 до 17 травня 2009 року.
2009 року вперше Madrid Masters проводили на ґрунтовому покритті, а не на твердому. Він замінив Гамбург Masters (серед чоловіків), що понизився в класі до категорії ATP 500, і турнір у Берліні (серед жінок), що перестав проводитись.

## Учасники

### Сіяні учасники
| Гравець                | Країна          | Рейтинг* | Сіяний |
| ---------------------- | --------------- | -------- | ------ |
| Рафаель Надаль         | Іспанія         | 1        | 1      |
| Роджер Федерер         | Швейцарія       | 2        | 2      |
| Новак Джокович         | Сербія          | 3        | 3      |
| Енді Маррей            | Велика Британія | 4        | 4      |
| Хуан Мартін дель Потро | Аргентина       | 5        | 5      |
| Енді Роддік            | США             | 6        | 6      |
| Фернандо Вердаско      | Іспанія         | 7        | 7      |
| Жиль Сімон             | Франція         | 8        | 8      |
| Жо-Вілфрід Тсонга      | Франція         | 9        | 9      |
| Микола Давиденко       | Росія           | 11       | 10     |
| Стен Вавринка          | Швейцарія       | 13       | 11     |
| Давид Феррер           | Іспанія         | 14       | 12     |
| Марин Чилич            | Хорватія        | 15       | 13     |
| Джеймс Блейк           | США             | 16       | 14     |
| Радек Штепанек         | Чехія           | 17       | 15     |
| Томмі Робредо          | Іспанія         | 18       | 16     |

- Посів ґрунтується на рейтингові станом на 4 травня 2009 року.

### Інші учасники
Нижче наведено учасників, які отримали вайлд-кард на участь в основній сітці:
- Хуан Монако
- Хуан Карлос Ферреро
- Оскар Ернандес Перес
- Іван Любичич

Нижче наведено гравців, які пробились в основну сітку через стадію кваліфікації:
- Теймураз Габашвілі
- Хуан Ігнасіо Чела
- Томмі Гаас
- Марко Груньйола
- Гільєрмо Каньяс
- Едуардо Шванк
- Фабіо Фоніні

Гравці, що потрапили в основну сітку як щасливі лузери:
- Гільєрмо Гарсія-Лопес
- Iván Navarro

## Учасниці

### Сіяні учасниці
| Гравчиня                | Країна   | Рейтинг* | Сіяна |
| ----------------------- | -------- | -------- | ----- |
| Дінара Сафіна           | Росія    | 1        | 1     |
| Серена Вільямс          | США      | 2        | 2     |
| Олена Дементьєва        | Росія    | 3        | 3     |
| Єлена Янкович           | Сербія   | 4        | 4     |
| Вінус Вільямс           | США      | 5        | 5     |
| Світлана Кузнецова      | Росія    | 8        | 6     |
| Вікторія Азаренко       | Білорусь | 9        | 7     |
| Надія Петрова           | Росія    | 10       | 8     |
| Каролін Возняцкі        | Данія    | 11       | 9     |
| Агнешка Радванська      | Польща   | 12       | 10    |
| Маріон Бартолі          | Франція  | 13       | 11    |
| Флавія Пеннетта         | Італія   | 14       | 12    |
| Алізе Корне             | Франція  | 15       | 13    |
| Анабель Медіна Гаррігес | Іспанія  | 16       | 14    |
| Чжен Цзє                | КНР      | 17       | 15    |
| Кая Канепі              | Естонія  | 19       | 16    |

- Посів ґрунтується на рейтингові станом на 4 травня 2009 року.

### Інші учасниці
Нижче наведено учасниць, які отримали вайлд-кард на участь в основній сітці:
- Вірхінія Руано Паскуаль
- Нурія Льягостера Вівес
- Лурдес Домінгес Ліно
- Сільвія Солер-Еспіноса

Нижче наведено гравчинь, які пробились в основну сітку через стадію кваліфікації:
- Роберта Вінчі
- Олена Весніна
- Маріана Дуке-Маріньо
- Араван Резаї
- Варвара Лепченко
- Акгуль Аманмурадова
- Віра Душевіна
- Анна-Лена Гренефельд

## Переможниці та фіналістки

### Чоловіки. Одиночний розряд
Роджер Федерер —  Рафаель Надаль 6–4, 6–4.
- Для Федерера це був перший титул за сезон і 58-й - за кар'єру.

### Одиночний розряд. Жінки
Дінара Сафіна —  Каролін Возняцкі 6–2, 6–4.
- Для Сафіної це був другий титул за сезон і 11-й — за кар'єру.

### Парний розряд. Чоловіки
Деніел Нестор /  Ненад Зімоньїч —  Сімон Аспелін /  Веслі Муді  6–4, 6–4.

### Парний розряд. Жінки
Кара Блек /  Лізель Губер —  Квета Пешке /  Ліза Реймонд 4–6, 6–3, 10–6.